# Korunovace obrazu
Tento článek je o papežském obřadu. Květnový obřad korunování viz Májové pobožnosti k Panně Marii.

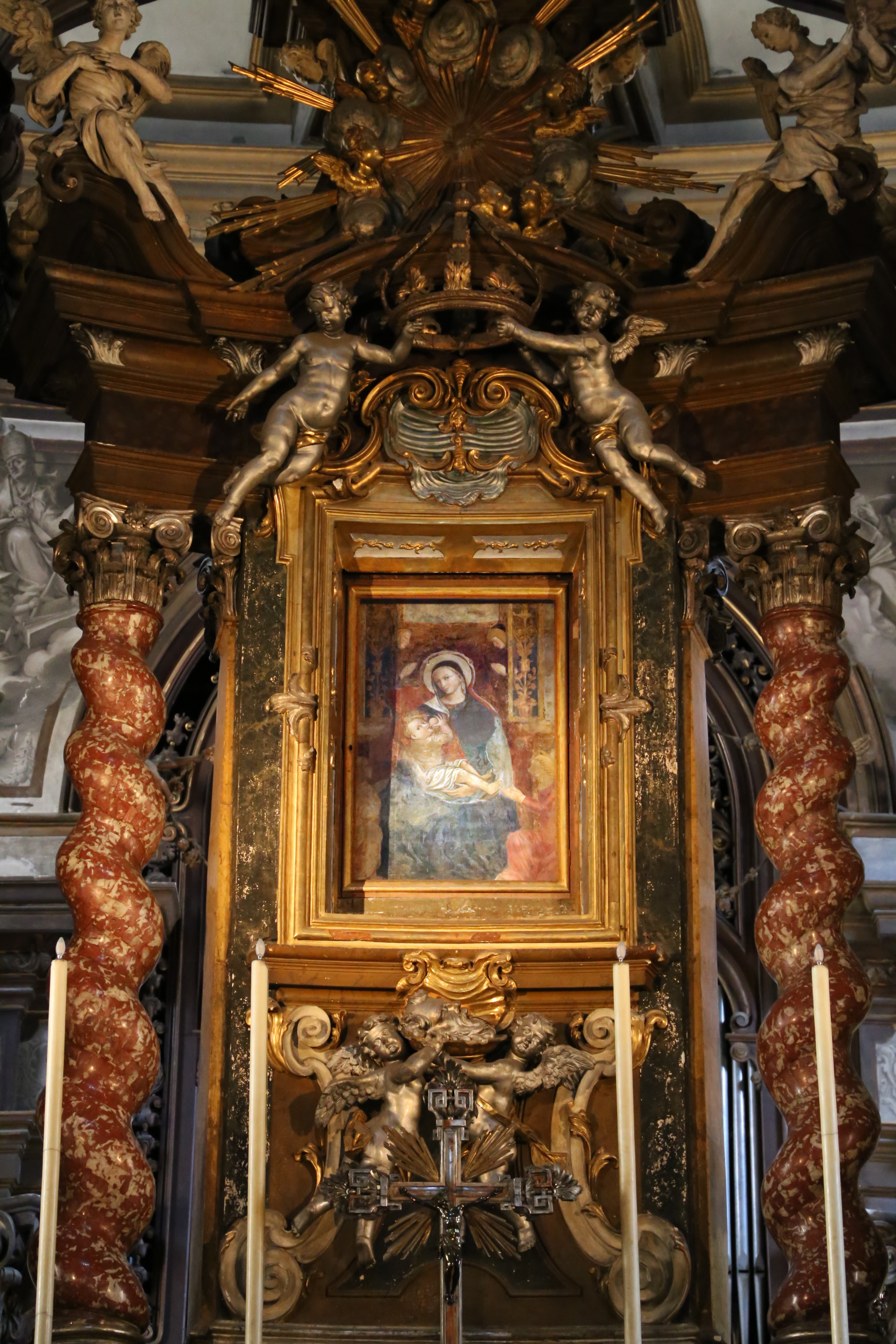
Kojící Madona (Galaktotrofusa) z baziliky Santa Maria della Steccata, raná korunovace od mnicha Jeronima (Girolama) Paolucci di Calboldi di Forli 27. května 1601

Korunovace obrazu či kanonická korunovace (latinsky Coronatio Canonica) je zbožný institucionální akt papeže, řádně vyjádřený formálním dekretem papežské buly, kterým papež uděluje papežské právo udělit ozdobnou korunu, diadém nebo aureolu obrazu Krista, Panny Marie nebo svatého Josefa, který je v určité diecézi nebo lokalitě široce uctíván.
Formální akt obvykle provádí zastupující zástupce papeže, a to prostřednictvím určeného apoštolského nuncia v dané zemi nebo království, někdy i nižšího papežského legáta, nebo ve vzácných případech sám papež, a to slavnostním připevněním koruny, tiáry nebo hvězdné svatozáře k devocionálnímu obrazu nebo soše.
Svaté oficium původně vydávalo povolení ke kanonické korunovaci prostřednictvím dikasteria, kterému se říká „vatikánská kapitula“. Následně, až do roku 1989, byla touto povinností pověřena vatikánská Posvátná kongregace pro obřady. Od té doby Dikasterium pro bohoslužbu a svátosti provádí formální konzultace a zařizuje provedení slavnostního aktu, který dekret povoluje.

## Historie
Viz též: Seznam kanonicky korunovaných obrazů
Formální akt korunovace mariánských obrazů započal řád menších bratří kapucínů, kteří na svých evangelizačních misiích shromažďovali velké množství šperků spojených s odpustkovou praxí, z nichž se na žádost věřících financovaly zlaté koruny či doplňky pro obrazy Panny Marie, a to především v Itálii. Ačkoli ke korunovaci soch a obrazů docházelo příležitostně již ve starověku a středověku, raně novověkou praxi kanonické korunovace zahájil kapucínský mnich a „apoštol Nejsvětější Panny Marie“ Girolamo Paolucci di Calboldi di Forlì (1552–1620), který 27. května 1601 korunoval Madonu, jež je dnes zasvěcena svatyni Santa Maria della Steccata v italské Parmě.
Když markýz z Piacenzy a hrabě z Borgonova Alessandro Sforza Cesarini v roce 1636 zemřel, odkázal ve své závěti vatikánské kapitule velkou finanční částku na korunovaci nejslavnějších mariánských obrazů na světě. Prostředky z jeho odkazu byly určeny na restaurování Madony della Febbre, která je nyní uložena v sakristii baziliky svatého Petra v Římě.

## Vývoj obřadu

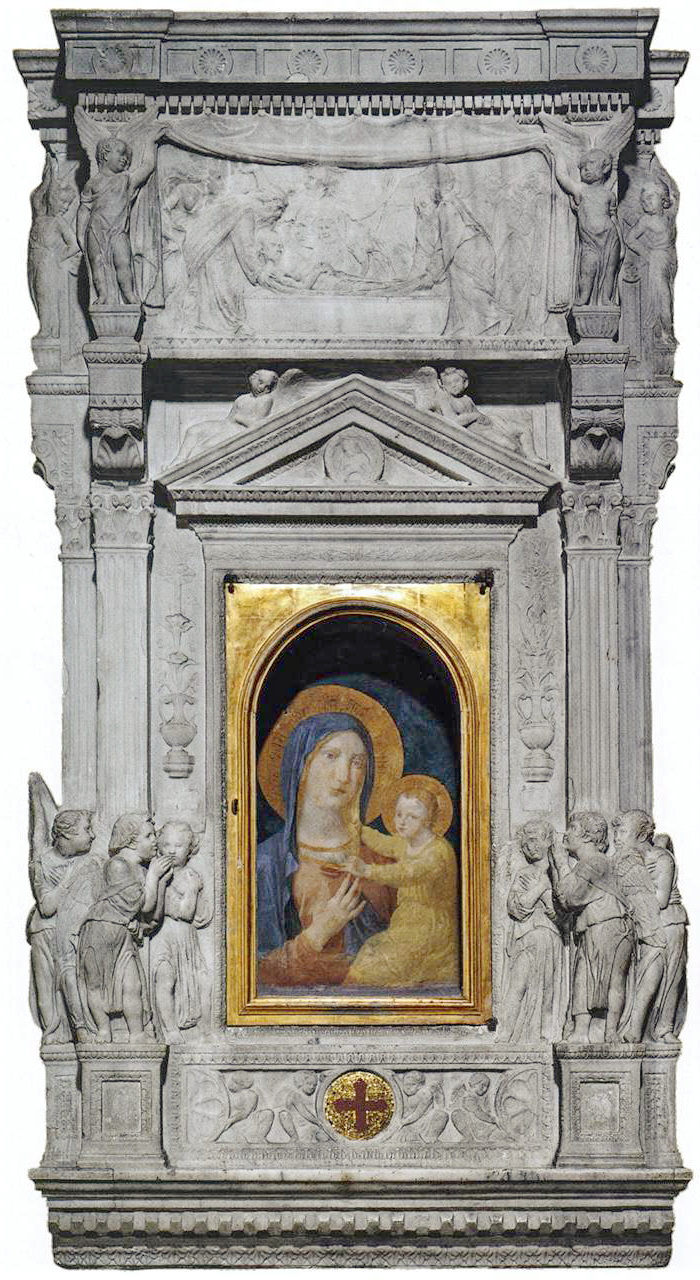
Proslulá Madonna della Febbre, která byla jako první kanonicky korunována papežem Urbanem VIII. 27. května 1631. V okolním mramorovém rámu je ciborium od Donatella di Niccolò di Betto Bardi – Sakristie baziliky svatého Petra v Římě.

Obřad korunovace uctívaného obrazu se stal v papežském státě velmi populární před rokem 1800, kdy bylo vykonáno přibližně 300 korunovačních obřadů. Dne 29. března 1897 byl do římského pontifikálu zařazen oficiální obřad s názvem Ordo Servandus in Tradendis Coronis Aureis Quæ Donantur a Reverendisimi Capitulo Sancti Petri de Urbe Sacris imaginibus Beatæ Mariæ Virginis, za který byly věřícím, kteří se takových obřadů účastnili, uděleny také plnomocné odpustky.
- První mariánský obraz, který byl slavnostně korunován bez přímého papežského schválení, provedl kardinál Orazio Spinola pro Madonu z vinic uctívanou v bazilice Santa Maria delle Vigne v Janově 5. dubna 1616. Papež Benedikt XV. později udělil 1. listopadu 1920 korunovační dekret s názvem Quae Civitatis Istius, který podepsal a provedl janovský arcibiskup kardinál Tommaso Pio Boggiani na počest papežova rodiště.
- Prvním obrazem Panny Marie, který byl papežsky korunován, byl obraz La Madonna della Febbre od Lippa Memmiho v sakristii baziliky svatého Petra v Římě 27. května 1631, a to prostřednictvím vatikánské kapituly papeže Urbana VIII.
- Prvním mariánským obrazem korunovaným papežem mimo Řím byla 8. září 1715 papežem Klementem XI. chorvatská Madona z Trsatu.
- Prvním mariánským obrazem, který osobně korunoval papež, byla Madona del Popolo, kterou 3. června 1782 v katedrále v Ceseně korunoval papež Pius VI.
- První obraz Krista, kterému papež Lev XII. udělil dekret o kanonické korunovaci, byl 24. září 1824 udělen Pražskému Jezulátku. Obraz je nyní uložen v karmelitánském kostele Panny Marie Vítězné v Praze.
- První obraz svatého Josefa, kterému papež Pius VI. udělil dekret o kanonické korunovaci, byl vytvořen 15. května 1796 ve svatyni svatého Josefa v polském Kališi. Papež Jan XXIII. daroval uctívanému obrazu svůj osobní prsten spolu s „listem o zasvěcení“ v roce 1963. V souladu s tím si jeho párový soubor Madony s dítětem vysloužil v roce 1984 pod záštitou papeže Jana Pavla II. vlastní samostatné papežské dekrety.

## Zařazení obřadu
Dřívější zmínka o korunovaci mariánských obrazů je uvedena v apoštolském spisu Pluries Decursu Temporis z roku 1973. Slavnostní obřad korunovace obrazů je obsažen v Ordo Coronandi Imaginem Beatae Mariae Virginis, vydaném Svatým oficiem 25. května 1981. Před rokem 1989 se papežské buly povolující kanonické korunovace zapisovaly ručně na pergamen. Po roce 1989 začala autorizace vydávat Kongregace pro bohoslužbu a disciplínu svátostí, čímž pověřila papežského legáta, aby jménem papeže provedl korunovaci schváleného devocionálního obrazu prostřednictvím výslovného listinného dekretu.

## Korunované obrazy v České republice

### Česká republika
| Oficiální název obrazu                | Datum korunovace              | Místo                                                     | Korunovaci schválil       | Mariánský obraz | Poutní místo |
| ------------------------------------- | ----------------------------- | --------------------------------------------------------- | ------------------------- | --------------- | ------------ |
| Panna Maria Svatohorská               | 22. června 1732               | Svatá Hora, Příbram                                       | Klement XII.              | bezrámečkový    | bezrámečkový |
| Panna Maria Svatokopecká              | 21. září 1732 21. května 1995 | Bazilika Navštívení Panny Marie (Svatý Kopeček), Olomouc  | Klement XII. Jan Pavel II | bezrámečkový    | bezrámečkový |
| Madona Svatotomská                    | 10. května 1736               | Bazilika Nanebevzetí Panny Marie (Brno)                   | Klement XII.              | bezrámečkový    | bezrámečkový |
| Panna Maria Svatohostýnská            | 15. srpna 1912                | Bazilika Nanebevzetí Panny Marie (Svatý Hostýn), Chvalčov | Pius X.                   | bezrámečkový    | bezrámečkový |
| Stará Matka Boží, Divotvůrkyně Moravy | 21. května 1995               | Kostel svaté Anny, Žarošice                               | Jan Pavel II              | bezrámový       | bezrámový    |
| Panna Maria Růžencová                 | 7. října 2004                 | Kostel Narození Panny Marie, Starý Bohumín                | Jan Pavel II              | bezrámový       | bezrámový    |